# José María Morelos y Pavón, Durango
José María Morelos y Pavón är en ort i Mexiko.   Den ligger i kommunen Gómez Palacio och delstaten Durango, i den centrala delen av landet, 800 km nordväst om huvudstaden Mexico City. José María Morelos y Pavón ligger 1 110 meter över havet och antalet invånare är 341.
Terrängen runt José María Morelos y Pavón är platt, och sluttar österut. Runt José María Morelos y Pavón är det ganska tätbefolkat, med 166 invånare per kvadratkilometer. Närmaste större samhälle är Poanas, 10,6 km söder om José María Morelos y Pavón. Omgivningarna runt José María Morelos y Pavón är i huvudsak ett öppet busklandskap.